# Нижний Ольшанец
Нижний Ольшанец — село в Белгородском районе Белгородской области России. Входит в состав городского поселения «Посёлок Разумное», в состав которого передано 29 ноября 2019 года из Крутологского сельского поселения.
На территории находится общественный пляжный комплекс «Островок», песчаный карьер, коттеджный комплекс «Изумрудный».
В 2014 году широкий резонанс среди жителей и местных СМИ вызвала вырубка леса.

## География
В Белгородской области имеется населённый пункт с парным названием Верхний Ольшанец, расположенный в 31,2 км к северо-востоку в соседнем Яковлевском районе.

## История
По данным десятой ревизии в 1858 году в деревне Нижний Ольшанец Белгородского уезда было учтено «222 души мужск. пола». В Списке населённых мест Курской губернии по сведениям 1862 года указана как казённая деревня при реке Северный Донец, в которой насчитывалось 63 двора и 290 жителей. Согласно подворной переписи 1884 года в деревне Нижний Ольшанец Масловской волости — 109 крестьянских дворов, 632 жителя (324 муж., 308 жен.), из которых грамотных — 7 мужчин из 3 семей и 2 учащиеся девочки из 1 семьи; земельный надел 1780 десятин (в том числе усадебнной и пахотной 1478,8 дес); имелись 2 «промышленных заведения» и 2 торговые лавки. В 1890 году в дер. Нижний Ольшанец — 578 жителей (301 муж., 277 жен.). В начале 1900-х годов в девревне насчитывалось 174 двора, 1042 жителя (521 муж., 521 жен.). Земледелием занималось 129 дворов, 11 дворов безземельных и 69 безлошадных.
С июля 1928 года «село Нижне-Ольшанец» Шебекинского района — центр и единственный населенный пункт Нижне-Ольшанского сельсовета. На 1 января 1932 года в селе — 1425 жителей.
В 1958 году село входило в Крутологский сельсовет; в начале 1970-х годов — в Масловопристанский сельсовет. Осенью 1974 года был осуществлен передел границ Шебекинского и Белгородского районов, и Нижний Ольшанец вместе с селениями Крутой Лог и Карнауховка были отнесены к Белгородскому району. В селе открыто отделение совхоза «Победа», образованного в Крутом Логе, и песчаный карьер. В 1992 году карьер преобразован в самостоятельное предприятие — АО «Нижне-ольшанское».

## Население
| 1862 | 1890 | 1900 | 1932 | 1979 | 1989 | 1994 | 1999 | 2001 | 2002 | 2006 | 2007 | 2008 | 2009 |
| ---- | ---- | ---- | ---- | ---- | ---- | ---- | ---- | ---- | ---- | ---- | ---- | ---- | ---- |
| 290  | 587  | 1042 | 1425 | 274  | 172  | 120  | 170  | 190  | 80   | 209  | 213  | 235  | 258  |